# Гольдман, Исаак Меерович
Исаак Меерович Гольдман (1839, Видзы, Виленской губернии — 9 апреля 1905, Вильно) — еврейский поэт, писатель и журналист. Отец деятелей российского социал-демократического движения Б. И. Горева и М. И. Либера.

## Биография
Родился в местечке Видзы в семье раввина Меера бен Шмуэла Гольдмана. Получил традиционное еврейское образование в своём родном городе, затем учился в Минске и Воложине. В 1862  переехал в Вильну. Небольшие стихотворения печатались в разных периодических изданиях. Состоял также некоторое время (1886) сотрудником «Хамелица», где поместил ряд публицистических статей и фельетонов.

### Произведения
- «Ми пахад Ба лейлот» (1876)
- «Шаним Кадмониот» (1879)
- «Шиват Цион» (1888)